# Plan de transformation nationale 2020
Le Plan de transformation nationale 2020 (National Transformation Plan NTP) est un plan d’action économique mis en place par le gouvernement d’Arabie saoudite dans le cadre de son plan de développement Vision 2030.

## Histoire
Le Plan de transformation nationale 2020 est un plan d’action mis en place par le gouvernement saoudien pour réduire la dépendance de son économie au pétrole. Il s’articule autour de trois axes : la réforme du secteur public et de la politique fiscale, la diversification économique et l’amélioration de l’environnement des affaires, ainsi que des réformes sociales,.
En janvier 2016, le prince héritier Mohammed ben Salmane Al Saoud a présenté les objectifs du volet énergétique du NTP définis par le gouvernement. Il a annoncé les prévisions du gouvernement de produire d’ici 2023 10 gigawatts d’électricité grâce aux énergies renouvelables, en partie grâce à la diversification des activités de la compagnie pétrolière saoudienne Aramco.
Le Programme de transformation nationale a été présenté dans sa globalité par le gouvernement saoudien le 5 juillet 2016. Il constitue le premier volet de réformes du plan de développement Vision 2030 mis en place par le gouvernement. Le PTN fixe les objectifs économiques du Royaume à l’horizon 2020 qui impliquent la mise en place de 543 initiatives, portées par au moins 24 entités gouvernementales. Le budget alloué à ce plan d’action est évalué à 63,4 milliards d’euros sur 5 ans,.
En matière d’emploi, le gouvernement a l’objectif de créer 450 000 nouveaux emplois grâce au secteur privé d’ici 2020, tout en réduisant la part de la masse salariale de la fonction publique. Le Royaume souhaite également passer la part de femmes actives de 23% à 28%, et réduire le taux de chômage à 9%, contre plus de 11,6% en 2016.
En matière de diversification économique, l’Arabie saoudite poursuit l’objectif d’augmenter les revenus non-pétroliers de 38,4 milliards d’euros à 124,6 milliards d’euros d’ici 2020, et de doubler la valeur de ses exportations non-pétrolières d’ici 2030. L’ouverture du Royaume au tourisme a un rôle important dans la réalisation de ces objectifs, le gouvernement tablant sur une augmentation du nombre de touristes à 82 millions par an d’ici 2020.
L’ouverture aux investissements étrangers constitue un volet important de la nouvelle politique économique saoudienne : le gouvernement prévoit entre autres une augmentation des investissements étrangers directs de 7 milliards d’euros à 16,4 milliards d’euros pour 2020, en assouplissant les conditions d’investissement dans le Royaume par le biais du Ministère et l’Autorité générale à l’investissement et le Conseil des affaires économiques et du développement,.
Le programme identifie également 29 initiatives pour accompagner la numérisation de secteurs clés, publics et privés. En avril 2017, le Prince héritier Mohammed ben Salmane Al Saoud annonce le lancement du projet de création d’une ville entièrement destinée au divertissement près de Riyad, développée sur un site de 334 km², dont l’inauguration est prévue en 2020.
En août 2017, le Ministère du Commerce et de l’Investissement, l’Autorité générale à l’investissement et le Conseil des affaires économiques et du développement annoncent un assouplissement des conditions d’investissement étrangers dans le Royaume. Cette directive autorise les investisseurs étrangers à détenir 100%, au lieu de 75% auparavant, des parts des entreprises en ingénierie opérant en Arabie saoudite, et prévoit d’étendre progressivement cette mesure à d’autres secteurs. Par conséquent, la présence d’un saoudien actionnaire n’est plus une condition sine qua non à l’investissement étranger en Arabie Saoudite,.
Dans le cadre du NTP, le gouvernement annonce le 2 août 2017 le lancement d’un projet touristique majeur de station balnéaire de luxe aux abords de la Mer Rouge sur une surface de 34 000 km².
En septembre 2017, une nouvelle compagnie aérienne low-cost est lancée, Flyadeal. Opérée indépendamment de la compagnie nationale Saudia, elle doit notamment permettre d’accroître le flux de passagers régionaux à l’occasion du hajj et de la umrah,.

## Organisation
Le suivi du plan de transformation nationale est assuré par le ministre de l’économie et Prince héritier Mohammed ben Salmane Al Saoud, ainsi que le Conseil des affaires économiques et du développement saoudien.
Pour atteindre les objectifs fixés par le plan Vision 2030, le Programme de transformation nationale est porté au cours de sa première année par 24 entités gouvernementales saoudiennes, dont 16 ministères, opérant dans le secteur économique et de développement. L’évaluation du programme est basée sur un rythme annuel, permettant de réévaluer et d’ajuster les objectifs et les initiatives, et d’intégrer régulièrement de nouveaux acteurs dans le plan d’action.

### Articles liés
- Vision 2030
- Conseil des affaires économiques et du développement